# Liste des cardinaux créés par Paul II
Le pape Paul II (1464-1471) a créé 10 cardinaux dans 2 consistoires.

## 18 septembre1467
- Thomas Bourchier, archevêque de Canterbury
- István Várdai, archevêque de Kalocsa-Bacs
- Oliviero Carafa, archevêque de  Naples
- Amico Agnifili, évêque d'Aquilée
- Marco Barbo, neveu du pape, évêque de  Vicenza
- Jean Balue, évêque d'Angers
- Francesco della Rovere, O.F.M.Conv., ministre général de son ordre
- Teodoro Paleologo di Montferrato, protonotaire apostolique

## 21 novembre1468
- Giovanni Battista Zeno, neveu du pape, protonotaire  apostolique
- Giovanni Michiel, neveu du pape, protonotaire apostolique

- Hugues de Coat-Trédrez, évêque de Tréguier créé secrètement